# Hans-Günther Bunz
Hans-Günther Bunz (* 8. Februar 1925; † 25. September 2022) war ein deutscher Pianist und Komponist.

## Leben
Hans-Günther Bunz war der Sohn eines Lehrers und einer Konzertsängerin. Er stammte aus Heilbronn und besuchte dort das Gymnasium; er war ein Klassenkamerad von Dankwart Koehler. Nach der Reifeprüfung begann er ein Medizinstudium an der ärztlichen Akademie der Luftwaffe, wurde aber zum Kriegsdienst herangezogen und geriet schließlich in amerikanische Gefangenschaft, aus der er 1946 zurückkehrte. Seine Eltern sowie sein elterliches Haus waren den Fliegerangriffen auf Heilbronn zum Opfer gefallen. Bunz, der damals schon mit seiner späteren Frau Gabriele  verlobt war, änderte seine beruflichen Pläne. Er studierte Musik und arbeitete unter anderem für den Süddeutschen Rundfunk und als Dozent an der Musikhochschule Stuttgart. Bekannt wurde er unter anderem durch die Radiosendung Von Melodie zu Melodie, die von 1952 bis 1992 wöchentlich ausgestrahlt wurde. Bunz leitete das Hans-Günther-Bunz-Quartett und trat mitunter auch unter Pseudonymen auf. Er hat etwa 900 Kompositionen geschaffen. Mit Jörg Gebhardt und  Helmut Kirchgässner legte er 1991 das Album Music in the Air vor.
Anlässlich des 75. Jahrestages der Luftangriffe auf Heilbronn schuf er die sinfonische Dichtung Heilbronner Inferno, die am 4. Dezember 2019 uraufgeführt wurde.